# Verrua Po

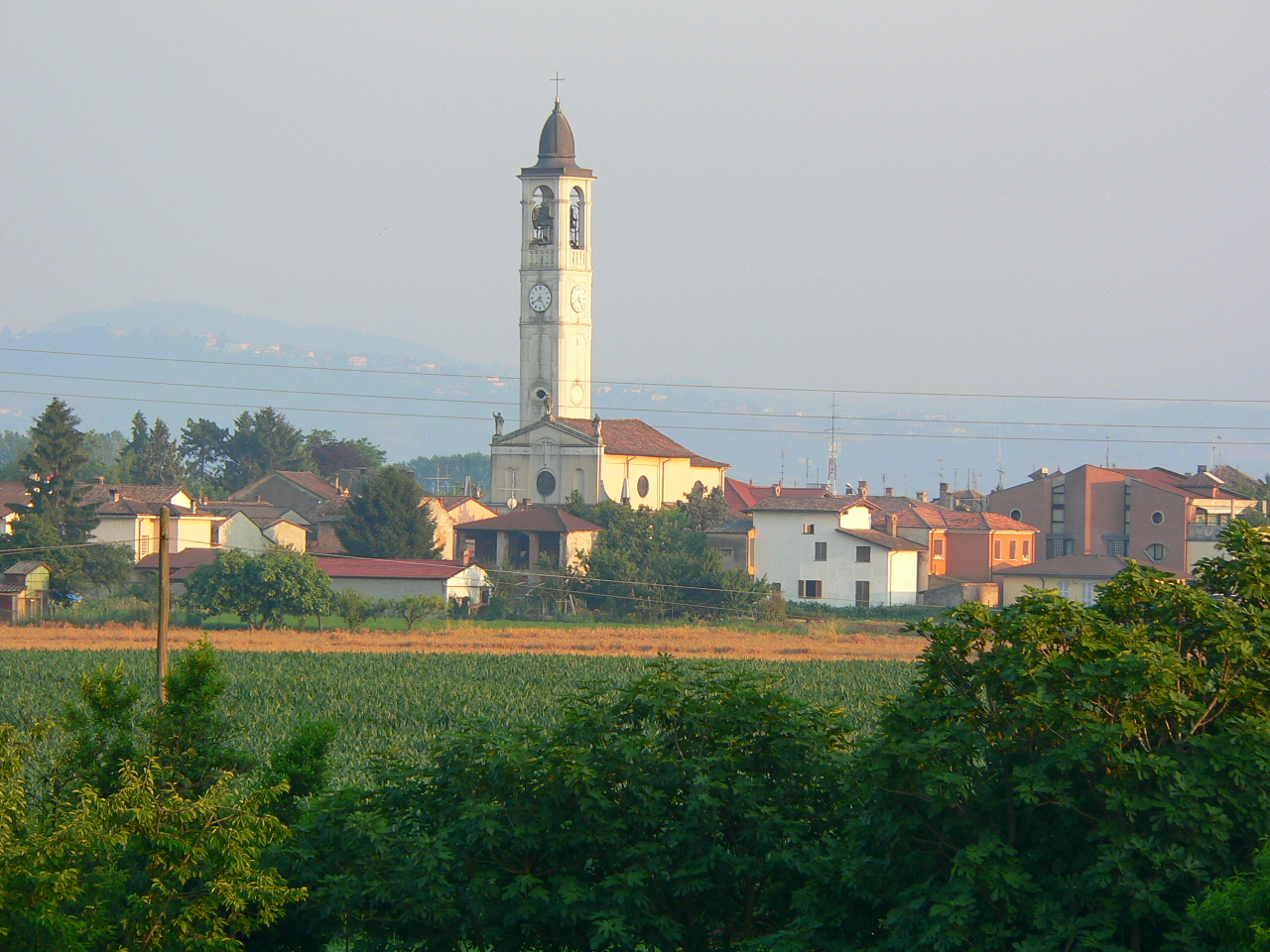
Panorama von Verrua Po

Verrua Po ist eine norditalienische Gemeinde (comune) mit 1174 Einwohnern (Stand 31. Dezember 2023) in der Provinz Pavia in der Lombardei. Die Gemeinde liegt etwa neun Kilometer südsüdöstlich von Pavia am Po in der Oltrepò Pavese. Bis 1929 hieß die Gemeinde noch Verrua Siccomario.

## Söhne und Töchter der Gemeinde
- Primo Casale (1904–1981), venezolanischer Geiger, Dirigent, Komponist und Musikpädagoge